# Mahasamund (distrikt)
Mahasamund är ett distrikt i Indien.   Det ligger i delstaten Chhattisgarh, i den centrala delen av landet, 1 000 km sydost om huvudstaden New Delhi. Antalet invånare är 1 032 754.
Följande samhällen finns i Mahasamund:
- Mahāsamund
- Saraipāli
- Basna
- Pithora
- Khamharia
- Khatti